# Израильская военно-морская академия
Израильская военно-морская академия (англ. Israeli Naval Academy, ивр. קורס חובלים‎, курс ховлим) — израильское военное учебное государственное учреждение по подготовке кадров военно-морских сил Армии обороны Израиля. Расположена в учебно-тренировочной базе в Хайфе.

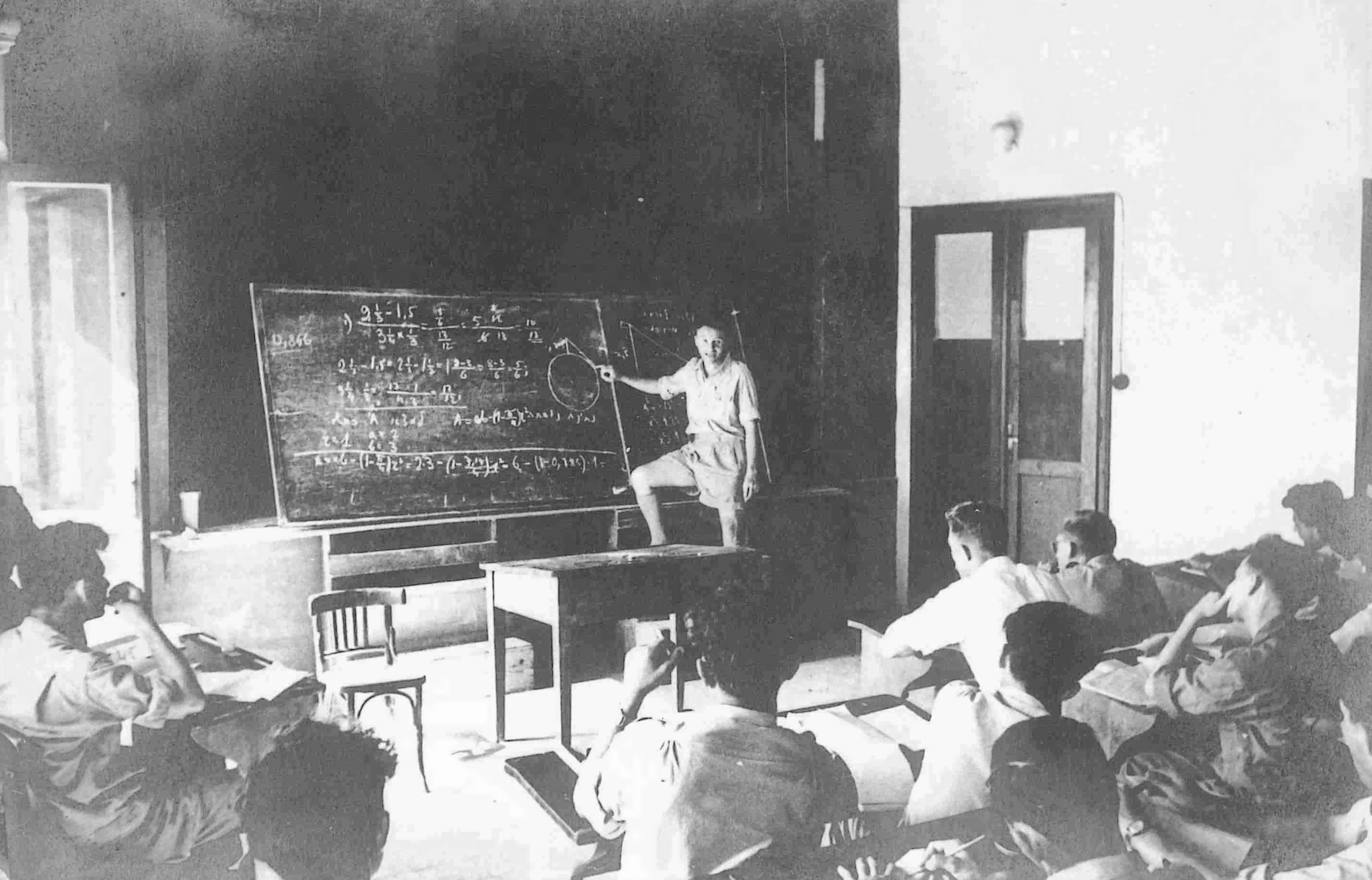

## Общие сведения

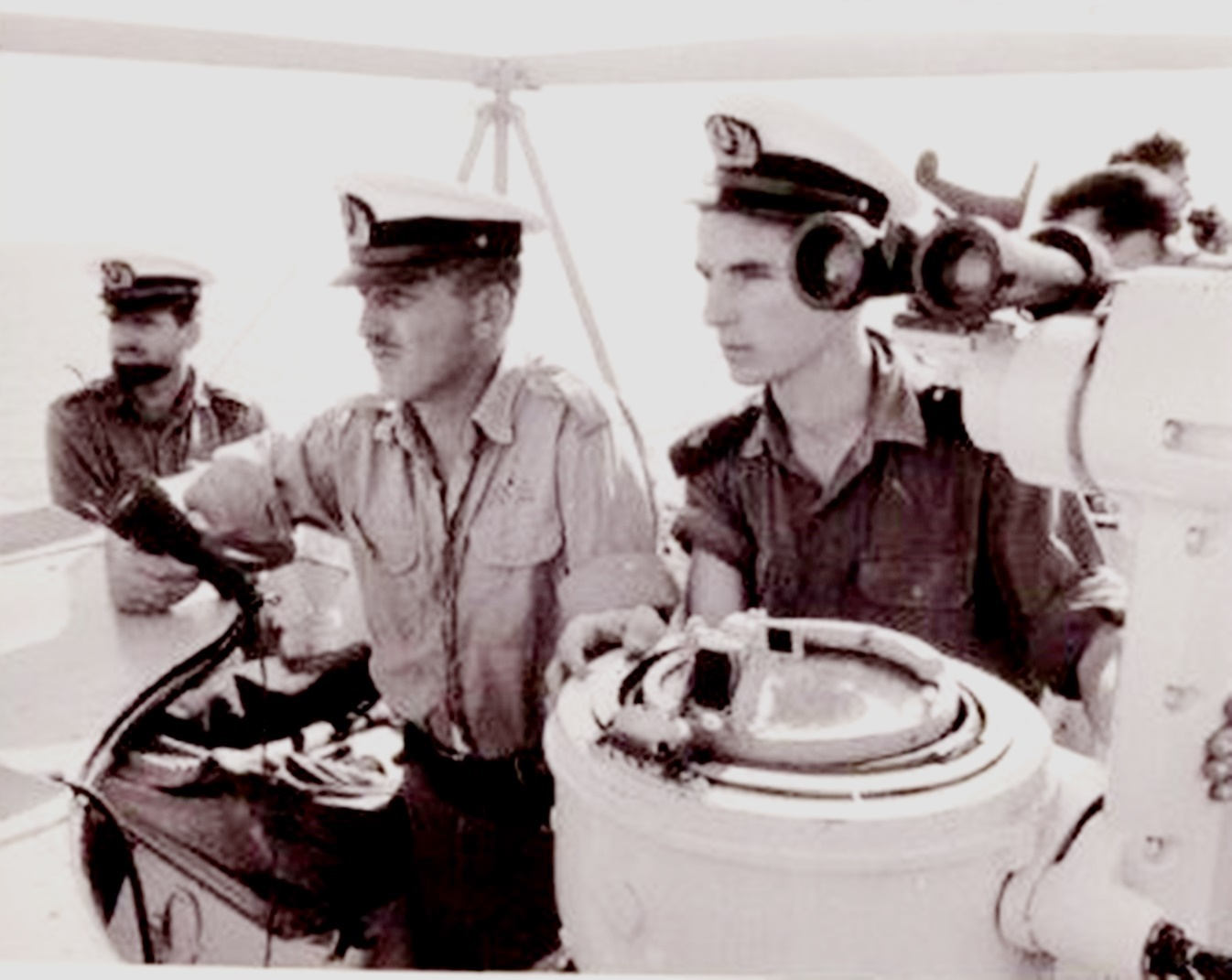

В академии проходят обучение и подготовку офицеры ВМС Израиля.
Срок обучения длится 2,5 года и выпускники получают степень бакалавра в Университете Хайфы и звание лейтенанта.
Курсанты делятся на 4 области специализации (профессии):
- Курс офицеров штурманов ракетных кораблей.
- Курс офицеров радиоэлектронной борьбы.
- Курс офицеров инженерно-машинного отделения.
- Курс офицеров подводного плавания.

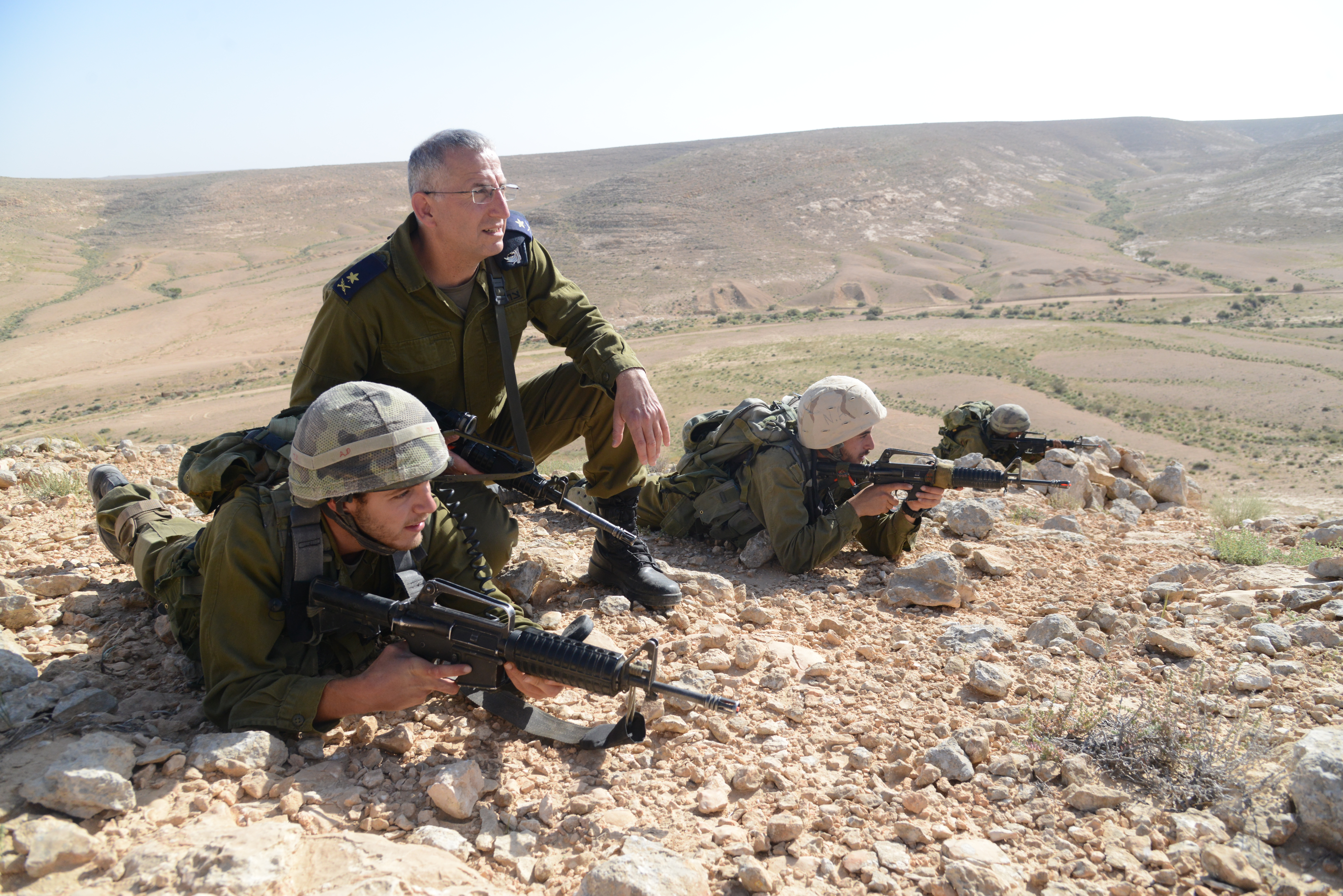
Командир ВМС Израиля Рам Ротберг наблюдает за боевыми учениями курсантов академии. 2015 год.

Кроме профессионального обучения курсанты проходят базовое обучение боевых действий сухопутных войск, базовую водолазную подготовку, занятия по выживанию и ряд ментально-физических учений готовящих их к боевым действиям на море.

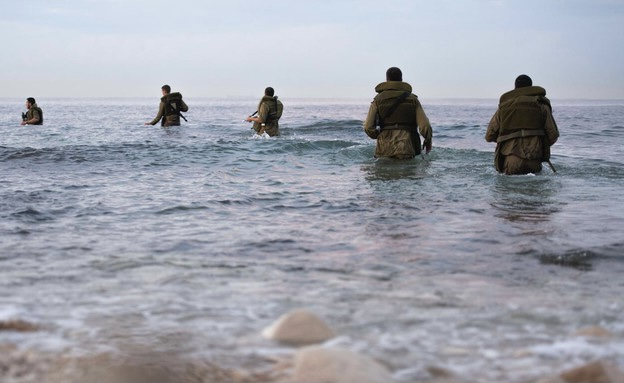

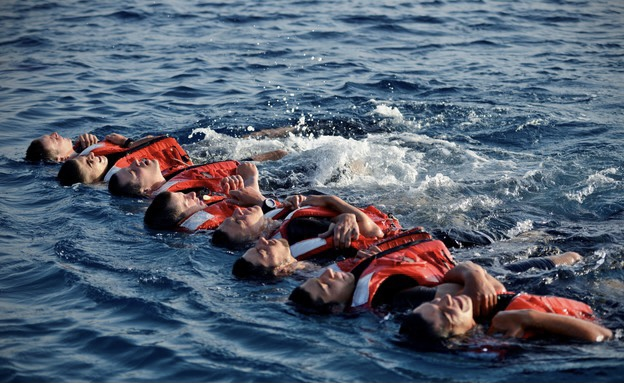

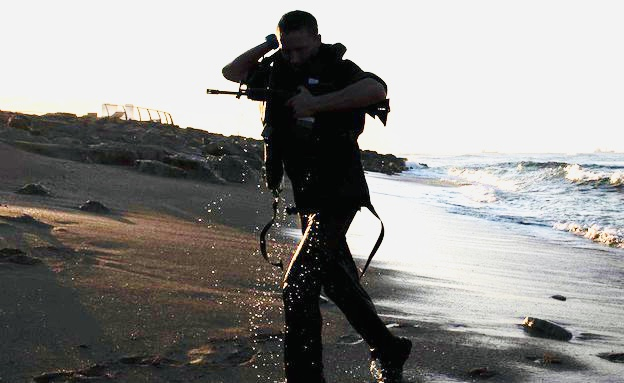

Выпускники обязуются пройти как минимум 61-месячную военную службу с момента окончания академии.
Академия находится в Учебно-тренировочной базе ВМС Израиля и находится в подчинение командира базы в звании полковника.
До 1970-х годов академией командовал офицер в звании майор, затем — подполковник.

## Командиры
| Имя                 | Годы                        |
| ------------------- | --------------------------- |
| Шломо Лисабона      | июль 1948—1949              |
| Зеев Варди          |                             |
| Арье Брош           |                             |
| Екутиэль Нец (Кути) | 1952                        |
| Рами Лунц           |                             |
| Джек Гилад          | 1958                        |
| Майк Эшель          | 1959                        |
| Джек Маргалит       |                             |
| Давид Балва         |                             |
| Дов Исраэль         |                             |
| Шабтай Леви         | 1966                        |
| Моше Орен           |                             |
| Яаков Ницан         | 1970-1973                   |
| Шауль Села          | 1973-1975                   |
| Авраам Бен-Шошан    | 1975-1977                   |
| Рафи Аппель         | 1977-1979                   |
| Цви Янай            | апрель 1978 — май 1981      |
| Йоси Леви           |                             |
| Яаков Цук           |                             |
| Давид Бен Баашат    |                             |
| Хаим Гааш           |                             |
| Ами Сегев           |                             |
| Шмуэль Ноа          | 1991-1992                   |
| Шломо Фромер        |                             |
| Ори Дисатник        |                             |
| Зеев Лонго          |                             |
| Хен Таль            |                             |
| Йосси Машита        |                             |
| Амир Ветцлер        |                             |
| Юваль Эйлон         | сентябрь 2012 - август 2013 |
| Амир Гутман         | август 2013 — август 2015   |
| Эли Сухолицкий      | август 2015 — июль 2018     |
| Асаф Ливне          | июль 2018 -                 |